# Bevier (Misuri)
Bevier es una ciudad ubicada en el condado de Macon en el estado estadounidense de Misuri. En el Censo de 2010 tenía una población de 718 habitantes y una densidad poblacional de 268,37 personas por km².

## Geografía
Bevier se encuentra ubicada en las coordenadas 39°45′2″N 92°33′55″O / 39.75056, -92.56528. Según la Oficina del Censo de los Estados Unidos, Bevier tiene una superficie total de 2.68 km², de la cual 2.68 km² corresponden a tierra firme y (0%) 0 km² es agua.

## Demografía
Según el censo de 2010, había 718 personas residiendo en Bevier. La densidad de población era de 268,37 hab./km². De los 718 habitantes, Bevier estaba compuesto por el 97.35% blancos, el 1.25% eran afroamericanos, el 0% eran amerindios, el 0.42% eran asiáticos, el 0% eran isleños del Pacífico, el 0% eran de otras razas y el 0.97% pertenecían a dos o más razas. Del total de la población el 0.14% eran hispanos o latinos de cualquier raza.